# Lüntzelhaus

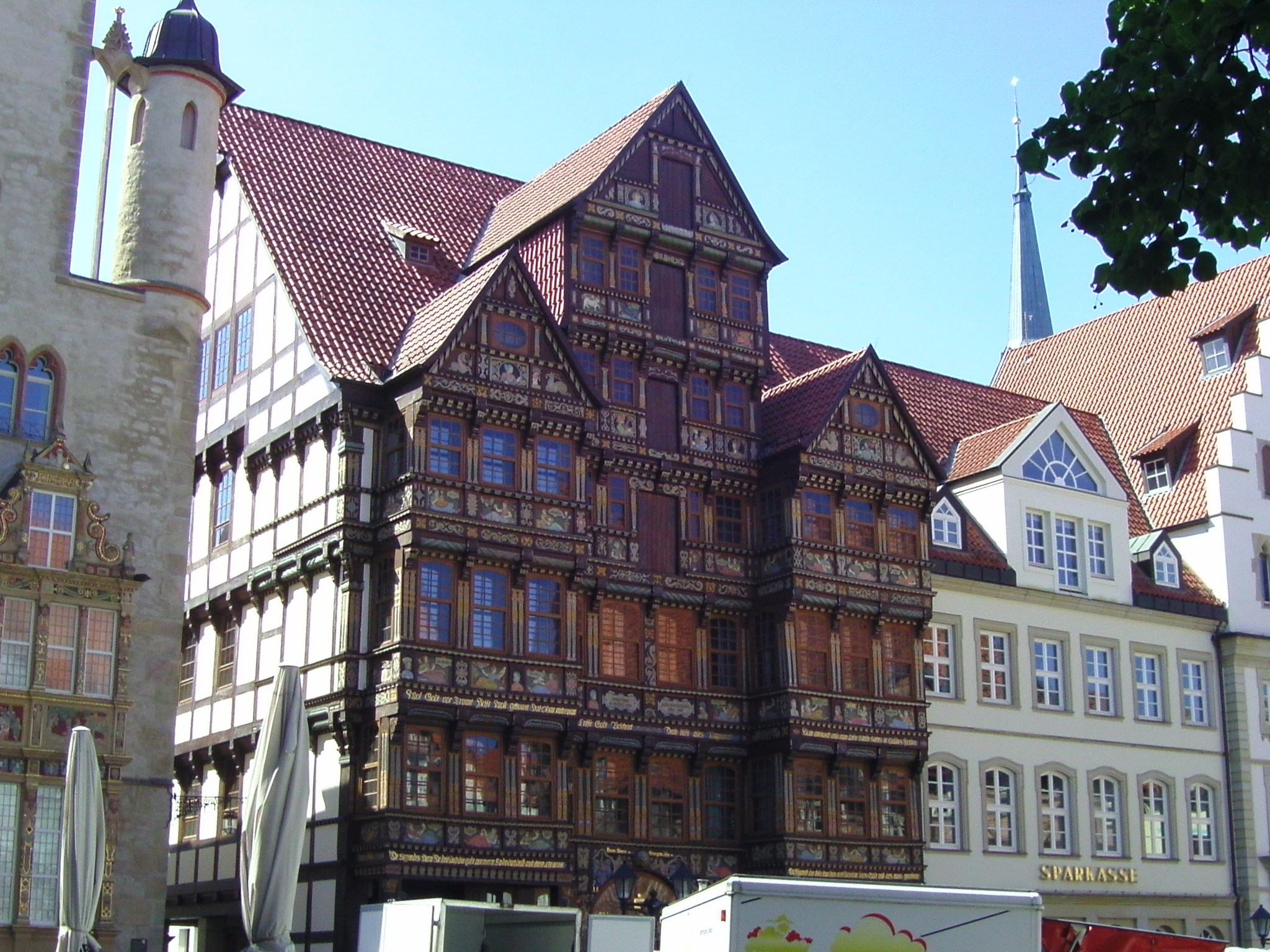
Das Lüntzelhaus (rechts, mit weißer Fassade)

Das Lüntzelhaus  in Hildesheim (Niedersachsen) ist im Jahre 1755 erbaut worden und wurde bei dem Luftangriff auf Hildesheim am 22. März 1945 zerstört. Für den Neubau der Sparkasse Hildesheim von 1983 bis 1986 wurde die Fassade rekonstruiert.